# Convention citoyenne sur la fin de vie
Convention citoyenne pour le climat Convention citoyenne sur les temps de l'enfant
Palais d'Iéna
La Convention citoyenne sur la fin de vie est une assemblée de citoyens française, constituée en décembre 2022 par le Conseil économique, social et environnemental (CESE) sur demande de la Première ministre Élisabeth Borne (gouvernement Élisabeth Borne).
Elle regroupe 150 citoyens tirés au sort parmi la population française, selon six critères : âge, sexe, catégorie socioprofessionnelle, typologie d’aire urbaine, niveau de diplôme et origine géographique
Le rapport final a été remis au Gouvernement le 2 avril 2023.

## Mission
La mission de la Convention citoyenne sur la fin de vie était de répondre à la question suivante : « Le cadre de l'accompagnement de la fin de vie est-il adapté aux différentes situations rencontrées ou d'éventuels changements devraient-ils être introduits ? ».

## Organisation et activité
Durant neuf sessions de trois jours organisées entre décembre 2022 et avril 2023, soit au total 27 jours, les 150 citoyens tirés au sort se sont réunis au CESE.
Un Comité de Gouvernance a été mis en place pour effectuer les grands arbitrages méthodologiques et pour veiller à la transparence et l’exemplarité démocratique de l’organisation de la Convention.
Ces sessions au CESE ont eu pour objectifs :
- d'entendre divers experts, français et internationaux, dans différents domaines - juridique, médical, religieux, philosophique -,
- de délibérer, débattre et voter des propositions, toujours dans le souci de préserver les nuances d’opinions, autour du sujet complexe de l'accompagnement de la fin de vie[5],[6].

## Rapport final
Le rapport final est remis au gouvernement le 2 avril 2023. Les membres de la convention citoyenne sont reçus à l'Élysée le 3 avril 2023.
À la question, « Le cadre d’accompagnement de la fin de vie est-il adapté aux différentes situations rencontrées ou d’éventuels changements devraient-ils être introduits ? », la grande majorité des votants (75,6 %) s’est prononcée en faveur d'une évolution du droit vers une aide active à mourir.
Deux constats ont été faits :
- d’une part, l’inégalité d’accès de l’accompagnement de la fin de vie,
- et d’autre part, l’absence de réponses satisfaisantes face à certaines situations de fin de vie, notamment dans le cas de souffrances physiques ou psychiques réfractaires.

## Réactions
La plupart des participants ont souligné la grande qualité des échanges, dans le cadre des auditions et des débats tout au long de la Convention. La qualité de l'information fournie aux participants a par contre été questionnée par quelques parlementaires, concernant en particulier la neutralité des représentants des pays étrangers et l'orientation de la bibliographie fournie aux participants.
Claire Fourcade, présidente de la Société française d’accompagnement et de soins palliatifs intervient durant la convention et s'oppose à la légalisation de l’euthanasie et du suicide assisté, la loi ne pouvant répondre à toutes ces questions sur la fin de vie selon elle.
À la suite des conclusions énoncées, le président de la République Emmanuel Macron a annoncé qu’un projet de loi sur la question de l'accompagnement de la fin de vie serait rédigé avant la fin de l’été.
Après avoir été reporté pour décembre à la suite de la visite du Pape François à Marseille le 23 septembre 2023 (celui-ci étant opposé à une évolution de la législation sur le sujet), le projet de loi est repoussé à février 2024. Puis, du fait de la dissolution de l'Assemblée Nationale le 9 juin 2024, le projet de loi est abandonné en examen de première lecture. Le 21 janvier 2025, le Premier ministre François Bayrou a souhaité que le projet de loi soit scindé en deux ; deux propositions de loi, l'une sur les soins palliatifs, l'autre sur la fin de vie, ont ainsi été déposées respectivement par les députés Annie Vidal et Olivier Falorni en mars 2025. Les deux propositions de loi ont été adoptées en première lecture par l'Assemblée nationale le 27 mai 2025,.